# 495
495(四百九十五)是494与496之间的自然数。495是著名的黑洞数，任何三位數經過數個 (只要數字不完全相同，將數字由大到小的排列減去由小到大的排列) 的運算都會對應到495。例如:以918來說: {\displaystyle 981-189=792} ， {\displaystyle 972-279=693} ， {\displaystyle 963-369=594} ， {\displaystyle 954-459=495} ， {\displaystyle 954-459=495} ， {\displaystyle \cdots }。這種現象類似黑洞(進去後就出不來了)，故稱為黑洞數。

## 数学性质
- 十進制中三位數的黑洞數。

- 合數，正因數有1、3、5、9、11、15、33、45、55、99、165和495。
質因數分解為{\displaystyle 3^{2}\times 5\times 11}。
- 虧數，真因數和為441，虧度為54。
- 十进制的奢侈數。